# South Solon (Ohio)
South Solon es una villa situada en el condado de Madison, Ohio, Estados Unidos. Tiene una población estimada, a mediados de 2023, de 326 habitantes.

## Geografía
La localidad está ubicada en las coordenadas 39°44′14″N 83°36′45″O / 39.73722, -83.61250 (39.73734, -83.61263). Según la Oficina del Censo, tiene una superficie de 0.61 km², correspondientes en su totalidad a tierra firme.

## Demografía
Según el censo de 2020, en ese momento había 329 personas residiendo en la localidad. La densidad de población era de 539.34 hab./km². El 88.15% de los habitantes eran blancos, el 3.65% eran de otras razas y el 8.21% eran de una mezcla de razas. Del total de la población, el 8.81% eran hispanos o latinos de cualquier raza.